# Giải thưởng Âm nhạc Mỹ
Giải thưởng Âm nhạc Mỹ (AMAs) là một chương trình giải thưởng âm nhạc hàng năm của Mỹ, thường được tổ chức vào mùa thu, được sản xuất bởi Dick Clark vào năm 1973 cho ABC khi hợp đồng của kênh phát sóng Giải Grammy hết hạn. Cho đến và bao gồm cả phiên bản năm 2005, cả người chiến thắng và người được đề cử đều được lựa chọn bởi các thành viên của ngành công nghiệp âm nhạc, dựa trên hiệu suất thương mại, chẳng hạn như doanh số và lượt phát sóng. Kể từ phiên bản năm 2006, người chiến thắng đã được xác định bằng một cuộc thăm dò ý kiến của công chúng và người hâm mộ, những người có thể bỏ phiếu thông qua trang web của AMAs. Tượng giải thưởng được sản xuất bởi công ty phim Society Awards của New York.

## Lịch sử và tổng quan
AMAs được sản xuất bởi Dick Clark vào năm 1973 để cạnh tranh với Giải Grammy sau khi chuyển chương trình năm đó sang Nashville, Tennessee dẫn đến CBS (đã phát sóng tất cả các chương trình Giải Grammy kể từ đó) chọn các kênh truyền hình phát sóng Giải Grammy sau khi hai chương trình đầu tiên vào năm 1971 và 1972 được phát sóng trên ABC. Năm 2014, kêng truyền hình Telemundo của Mỹ giành được quyền sản xuất phiên bản tiếng Tây Ban Nha của Giải thưởng Âm nhạc Mỹ và sản xuất Giải thưởng âm nhạc Mỹ Latinh vào năm 2015.
Thông qua ấn bản năm 2005, cả người chiến thắng và đề cử đều được lựa chọn bởi các thành viên của ngành công nghiệp âm nhạc, dựa trên hiệu suất thương mại, chẳng hạn như doanh số và phát sóng. Kể từ phiên bản năm 2006, người chiến thắng đã được xác định bằng một cuộc thăm dò ý kiến của công chúng và người hâm mộ, những người có thể bỏ phiếu thông qua trang web của AMAs, trong khi các đề cử vẫn dựa trên doanh thu, lượt phát sóng, giờ bao gồm cả hoạt động trên mạng xã hội và xem video. Trước năm 2010, chỉ có đề cử dựa trên doanh số và lượt phát sóng và được đề cử mọi sản phẩm âm nhạc, kể cả sản phẩm âm nhạc cũ. Giải Grammy có các đề cử dựa trên bình chọn của Viện hàn lâm và chỉ đề cử một sản phẩm âm nhạc trong thời gian đủ điều kiện thường xuyên thay đổi.

## Hạng mục
- Nghệ sĩ của năm
- Nghệ sĩ mới của năm
- Collaboration of the Year
- Video âm nhạc được yêu thích
- Tour of the Year
- Nam nghệ sĩ nhạc pop được yêu thích nhất
- Nữ nghệ sĩ nhạc pop được yêu thích nhất
- Favorite Pop Duo or Group
- Album pop được yêu thích nhất
- Favorite Pop Song
- Favorite R&B Male Artist
- Favorite R&B Female Artist
- Favorite R&B Album
- Favorite R&B Song
- Nam nghệ sĩ đồng quê được yêu thích nhất
- Nữ nghệ sĩ đồng quê được yêu thích nhất
- Favorite Country Duo or Group
- Album đồng quê được yêu thích nhất
- Favorite Country Song
- Favorite Hip-Hop Artist
- Favorite Hip-Hop Album
- Favorite Hip-Hop Song
- Favorite Latin Artist
- Favorite Latin Duo or Group
- Favorite Latin Album
- Favorite Latin Song
- Favorite Rock Artist
- Favorite Rock Song
- Favorite Rock Album
- Favorite Inspirational Artist
- Favorite Dance/Electronic Artist
- Favorite Afrobeats Artist
- Favorite K-Pop Artist
- Favorite Soundtrack

## Kỷ lục
Kỷ lục giành được nhiều Giải thưởng Âm nhạc Mỹ nhất được nắm giữ bởi Taylor Swift, người đã nhận được 34 giải thưởng. Kỷ lục giành được nhiều Giải thưởng Âm nhạc Mỹ nhất bởi một nghệ sĩ nam thuộc về Michael Jackson, người đã nhận được 26 giải thưởng. Kỷ lục giành được nhiều Giải thưởng Âm nhạc Mỹ nhất bởi một nhóm nhạc thuộc về Alabama, người đã nhận được 18 giải thưởng.
| STT | Nghệ sĩ          | Số lượng giải thưởng |
| --- | ---------------- | -------------------- |
| 1   | Taylor Swift     | 40                   |
| 2   | Michael Jackson  | 26                   |
| 3   | Whitney Houston  | 22                   |
| 4   | Kenny Rogers     | 19                   |
| 5   | Alabama          | 18                   |
| 5   | Justin Bieber    | 18                   |
| 6   | Garth Brooks     | 17                   |
| 6   | Carrie Underwood | 17                   |
| 6   | Lionel Richie    | 17                   |
| 7   | Beyoncé          | 16                   |
| 8   | Reba McEntire    | 14                   |
| 9   | Rihanna          | 13                   |

### Chiến thắng nhiều giải thưởng nhất trong một năm
Kỷ lục giành được nhiều Giải thưởng Âm nhạc Mỹ nhất trong một năm được nắm giữ bởi Michael Jackson (năm 1984) và Whitney Houston (năm 1994), mỗi người có 8 giải thưởng cho sản phẩm âm nhạc của họ (bao gồm Giải thưởng Merit, mà cả hai nghệ sĩ đã được vinh danh trong các năm tương ứng).
- Michael Jackson 8 (1984)
- Whitney Houston 8 (1994)

### Chiến thắng nhiều giải thưởng nhất trong một hạng mục
Danh sách sau đây cho thấy các nghệ sĩ giành được nhiều chiến thắng nhất trong một hạng mục, phỏng theo trang web chính thức của AMAs.
- Nghệ sĩ của năm: Taylor Swift (7 chiến thắng)
- Hợp tác của năm: Justin Bieber và Camila Cabello (3 chiến thắng cho mỗi nghệ sĩ)
- Bài hát của năm: Kenny Rogers (5 chiến thắng)

Người giữ kỷ lục Bài hát của năm tính cho tất cả những người chiến thắng hạng mục trước đó.
- Nam Nghệ sĩ Pop/Rock được yêu thích nhất: Justin Bieber (4 chiến thắng)
- Nữ nghệ sĩ Pop/Rock được yêu thích nhất: Taylor Swift (6 chiến thắng)
- Ban nhạc/Cặp đôi/Nhóm nhạc Pop/Rock được yêu thích nhất:  BTS (4 chiến thắng)
- Album Pop/Rock được yêu thích nhất: Taylor Swift (4 chiến thắng)
- Nam nghệ sĩ Đồng quê được yêu thích nhất: Garth Brooks (8 chiến thắng)
- Nữ nghệ sĩ Đồng quê được yêu thích nhất Reba McEntire (10 chiến thắng)
- Ban nhạc/Cặp đôi/Nhóm nhạc Đồng quê được yêu thích nhất: Alabama (17 chiến thắng)
- Album Đồng quê được yêu thích nhất: Carrie Underwood (6 chiến thắng)
- Nghệ sĩ Rap/Hip hop được yêu thích nhất: Nicki Minaj (5 chiến thắng)

Người giữ kỷ lục Nghệ sĩ Rap/Hip hop được yêu thích nhất tính cho tất cả những người chiến thắng hạng mục Nữ nghệ sĩ Pop/Rock được yêu thích nhất and Nam nghệ sĩ Pop/Rock được yêu thích nhất trước đó.
- Bài hát Rap/Hip hop được yêu thích nhất: Cardi B (3 chiến thắng)
- Album Rap/Hip hop được yêu thích nhất: Nicki Minaj (3 chiến thắng)
- Nam nghệ sĩ Soul/R&B được yêu thích nhất: Luther Vandross (7 chiến thắng)
- Nữ nghệ sĩ Soul/R&B được yêu thích nhất: Rihanna (7 chiến thắng)
- Album Soul/R&B được yêu thích nhất: Michael Jackson (4 chiến thắng)
- Nghệ sĩ Alternative Rock được yêu thích nhất: Linkin Park (6 chiến thắng)
- Nghệ sĩ Adult Contemporary được yêu thích nhất: Celine Dion (4 chiến thắng)
- Nghệ sĩ Nhạc Latin được yêu thích nhất: Enrique Iglesias (7 chiến thắng)
- Nghệ sĩ Contemporary Inspirational được yêu thích nhất: Casting Crowns (4 chiến thắng)
- Nghệ sĩ Nhạc Nhảy Điện tử được yêu thích nhất: Marshmello (3 chiến thắng)

## Liên kết khác
- American Music Awards Trang web chính thức Lưu trữ ngày 17 tháng 5 năm 2008 tại Wayback Machine